# Absperrbauwerk

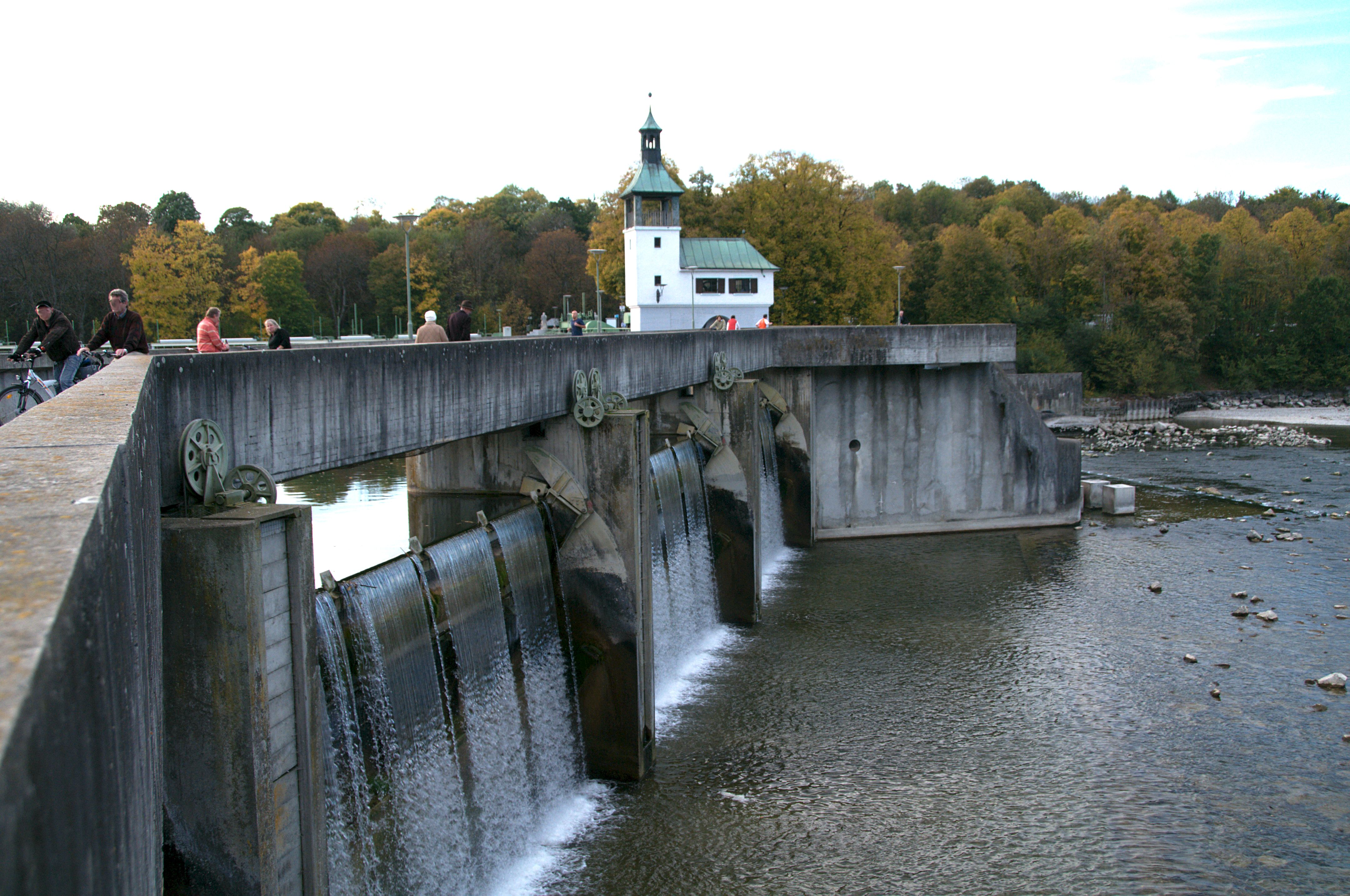
Beispiel eines Stauwehrs: der Hochablass im Lech bei Augsburg

Ein Absperrbauwerk ist ein Ingenieurbauwerk und das Bauelement einer Stauanlage. Mit einer solchen künstlichen Fallstufe wird der Wasserfluss eines Fließgewässers behindert und ein Aufstau erzeugt, mit dem die Wasserpegel flussauf- oder -abwärts beeinflusst werden können.
Bei einer Staustufe oder einer Wehranlage dient der sich bildende Stausee einer ständigen oder auch nur zeitweisen Hebung des Wasserstands, um im Oberwasser die Schifffahrt zu unterstützen und/oder in einem Wasserkraftwerk Elektrische Energie zu erzeugen. Größere Absperrbauwerke sind die Staumauern und Staudämme der Talsperren, die bedarfsgerecht Wasser für unterschiedliche Nutzungen bereitstellen können.
Alle Absperrbauwerke bilden ein Wanderhindernis für aquatische Lebewesen und verhindern die nach EU-Recht geforderte Ökologische Durchgängigkeit.

## Seiten des Absperrbauwerks
In der Fachsprache werden bezeichnet:
- das Fließgewässer oberhalb des Bauwerks als Oberwasser
- die dem Staugewässer zugewandte Seite des Bauwerks als Wasserseite
- die gegenüber liegende Seite als Luftseite
- das Fließgewässer unterhalb des Bauwerks als Unterwasser.

## Weblink
- Absperrbauwerk auf enargus.de, Bundesministerium für Wirtschaft und Klimaschutz